# Luquetia
Luquetia är ett släkte av fjärilar som beskrevs av Pierre Leraut 1991. Enligt Dyntaxa ingår Luquetia i familjen plattmalar, (Depressariidae), men enligt Catalogue of Life är tillhörigheten istället familjen praktmalar,(Oecophoridae).
Kladogram enligt Catalogue of Life och Dyntaxa:
| Luquetia | \| \| Luquetia coarctata \| \| \| \| \| \| Slånruggmal Luquetia lobella \| \| \| \| \| \| Luquetia quinquecristata \| \| \| \| |
|          | \| \| Luquetia coarctata \| \| \| \| \| \| Slånruggmal Luquetia lobella \| \| \| \| \| \| Luquetia quinquecristata \| \| \| \| |
|          | Luquetia coarctata |
|          | |
|          | Slånruggmal Luquetia lobella                                                                                                   |
|          | |
|          | Luquetia quinquecristata |
|          | |